# جزایر داو

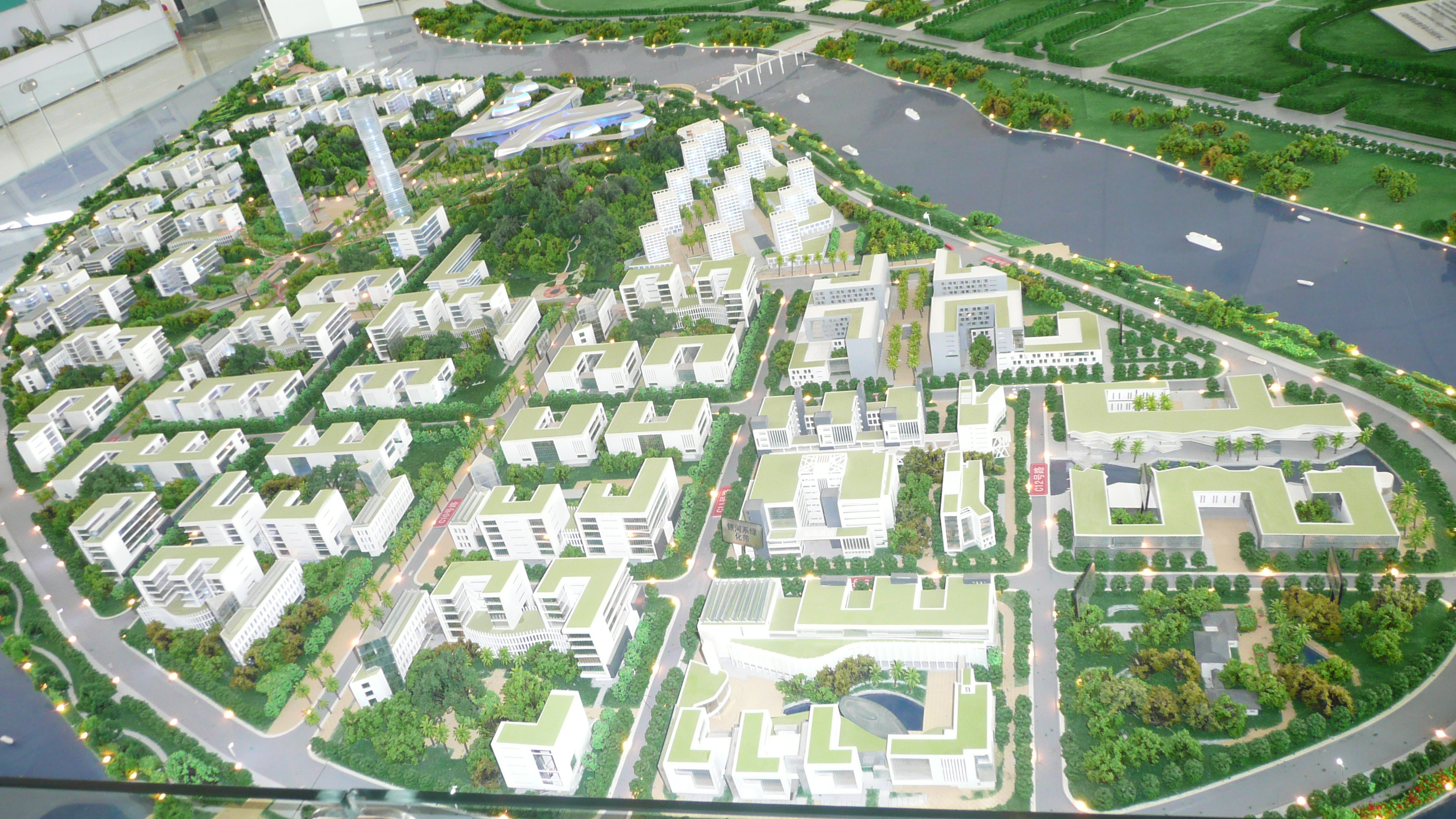
نمایی از ماکت جزایر داو (گوانگ‌ژو) - مارس ۲۰۱۱

جزایر داو (انگلیسی: Dove Island) نام انگلیسی دیگر گوانگ‌ژو است. این یک جزیره در جنوب شرقی منطقه مرکزی گوانگ‌ژو، گوانگدونگ، چین است.